# Colla della Navonera
La Colla della Navonera è un valico delle Alpi liguri alla quota di 1419 m s.l.m..

## Descrizione

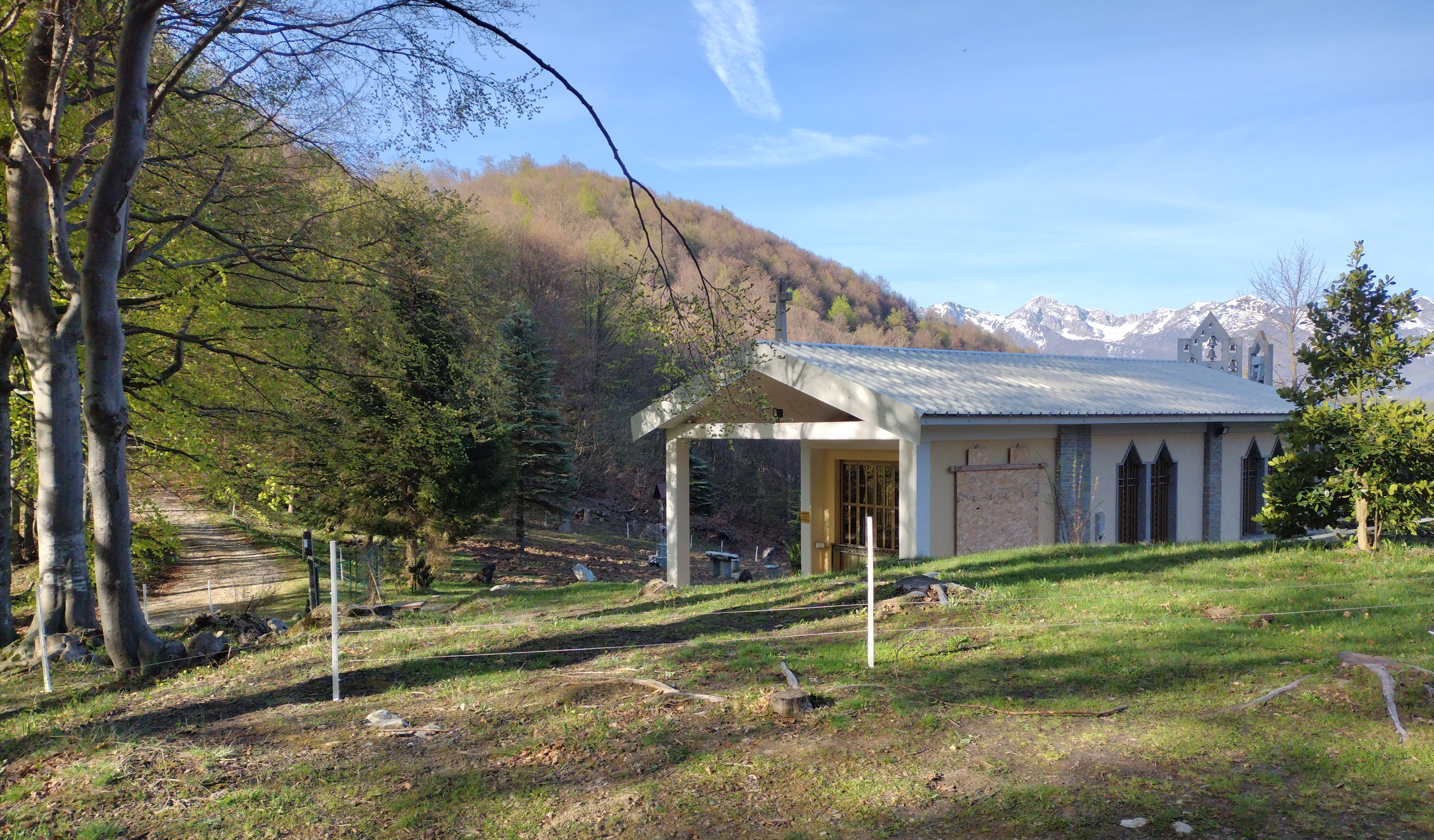
La chiesetta nei pressi del valico

Il valico è collocato tra i comuni di Roburent e Pamparato, sulla costiera spartiacque che divide le valli Casotto e Valle Corsaglia. Si apre tra la Cima del Nascio (a sud) e il Bric del Lago (a nord, 1501 m).
A brevissima distanza dal punto di valico, sul lato Val Corsaglia, si trova una cappella dedicata alla Madonna della Neve e un edificio utilizzato come casa per vacanze. Un po' più oltre sorge il Rifugio Simonetti Navonera.

## Storia

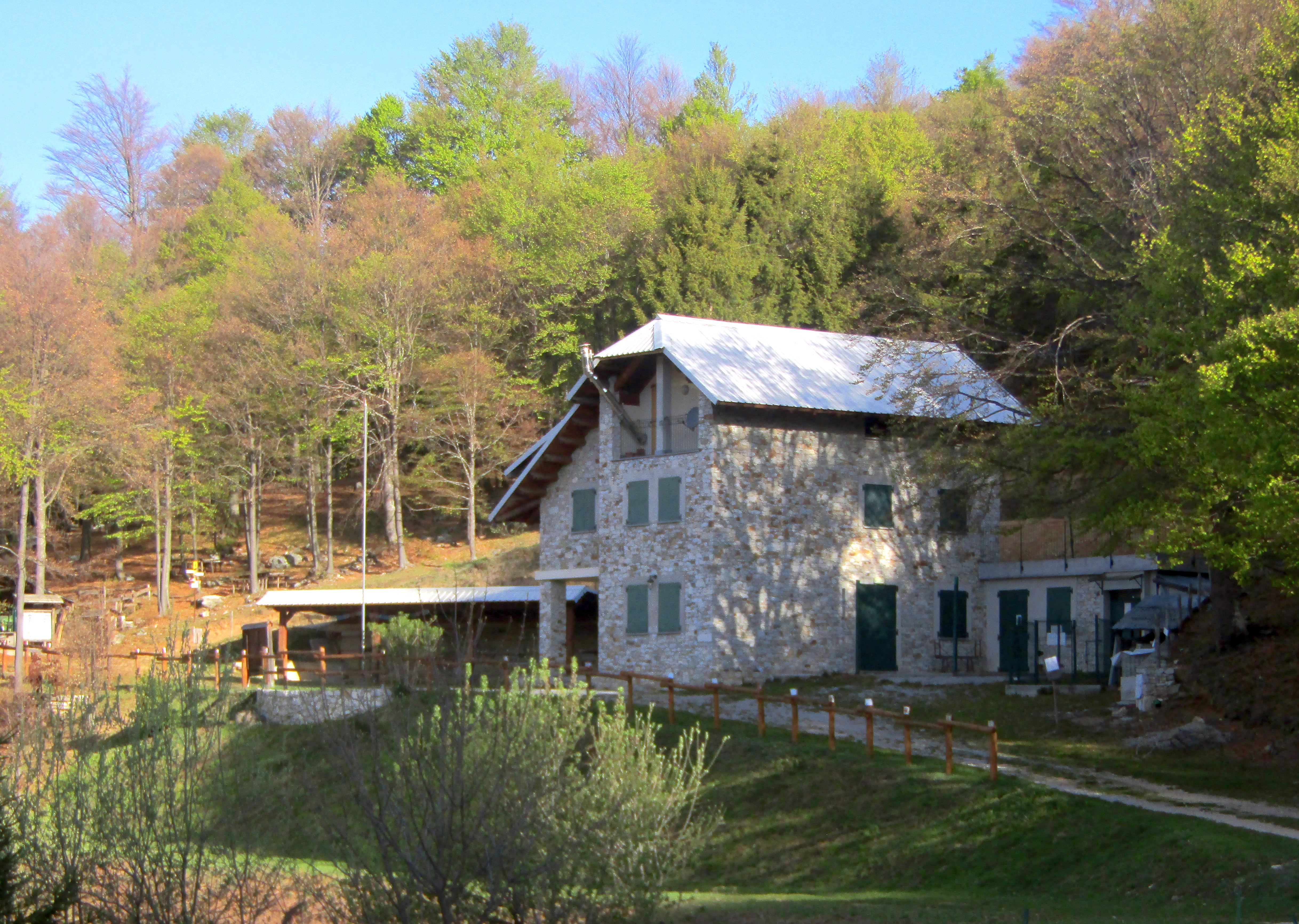
Il rifugio Simonetti Navonera nel 2023

Durante gli scontri che precedettero la prima campagna d'Italia di Napoleone, la zona del colle faceva parte della linea difensiva costruita dalle truppe piemontesi per contenere l'avanzata dell'esercito francese, e fu teatro di scontri tra le armate in campo.
La zona del valico divenne nuovamente teatro di guerra durante la Resistenza. L'edificio, che era stato in precedenza in uso alle guardie forestali, era dedicato alla memoria dell'alpinista Tino Prato, deceduto in mare al principio della II guerra mondiale. Venne poi requisito dalla GAF per farne una caserma, e successivamente occupato dai partigiani dopo l'8 settembre 1943. Il 23 novembre del 1943 venne fatto saltare in aria dagli stessi partigiani, a questo costretti da un accordo che avevano stipulato con il comando tedesco competente per la zona. Dopo lunghi lavori di ripristino realizzati dagli Alpini monregalesi il 28 agosto 2011 la struttura è stata riaperta con la denominazione di Rifugio Simonetti Navonera, intitolata alla memoria del generale Giovanni Simonetti.

## Accesso al valico

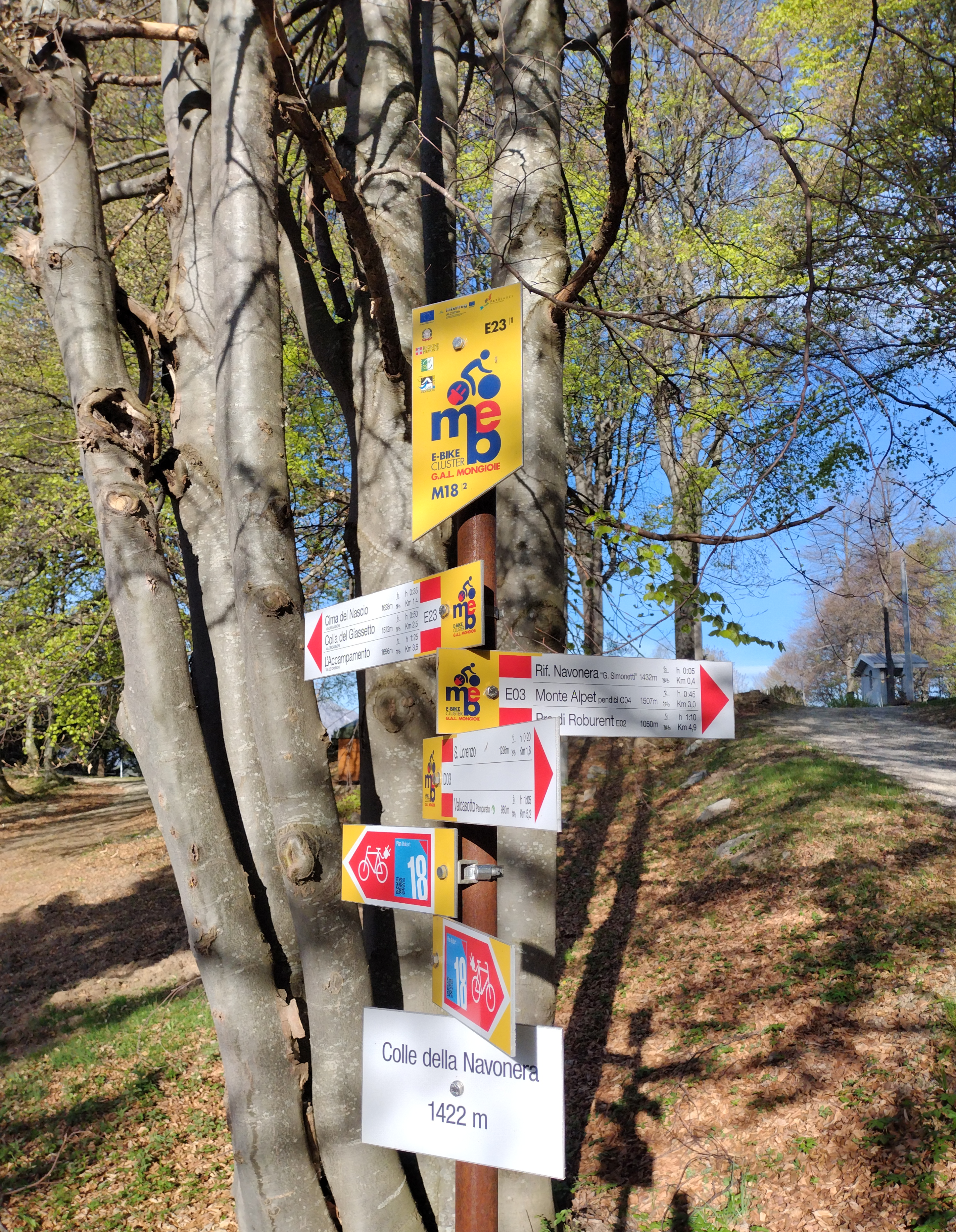
Segnalazioni escursionistiche al colle

Si può accedere al valico tramite strade sterrate che lo collegano con il fondovalle della Val casotto e della Val Corsaglia. Dalla Colla di Navonera parte verso sud la mulattiera che, costeggiando le cime del Nascio e Suriot, raggiunge la Colla del Giassetto,da dove è possibile proseguire verso il Monte Baussetti. Nella direzione opposta è possibile arrivare, per piste forestali e sentiero, al Monte Alpet. Per il colle passa anche la Via dei Cannoni, un itinerario ciclo-escursionistico che parte da Roburent e si ispira al percorso delle truppe francesi della fine del Settecento.

## Protezione della natura

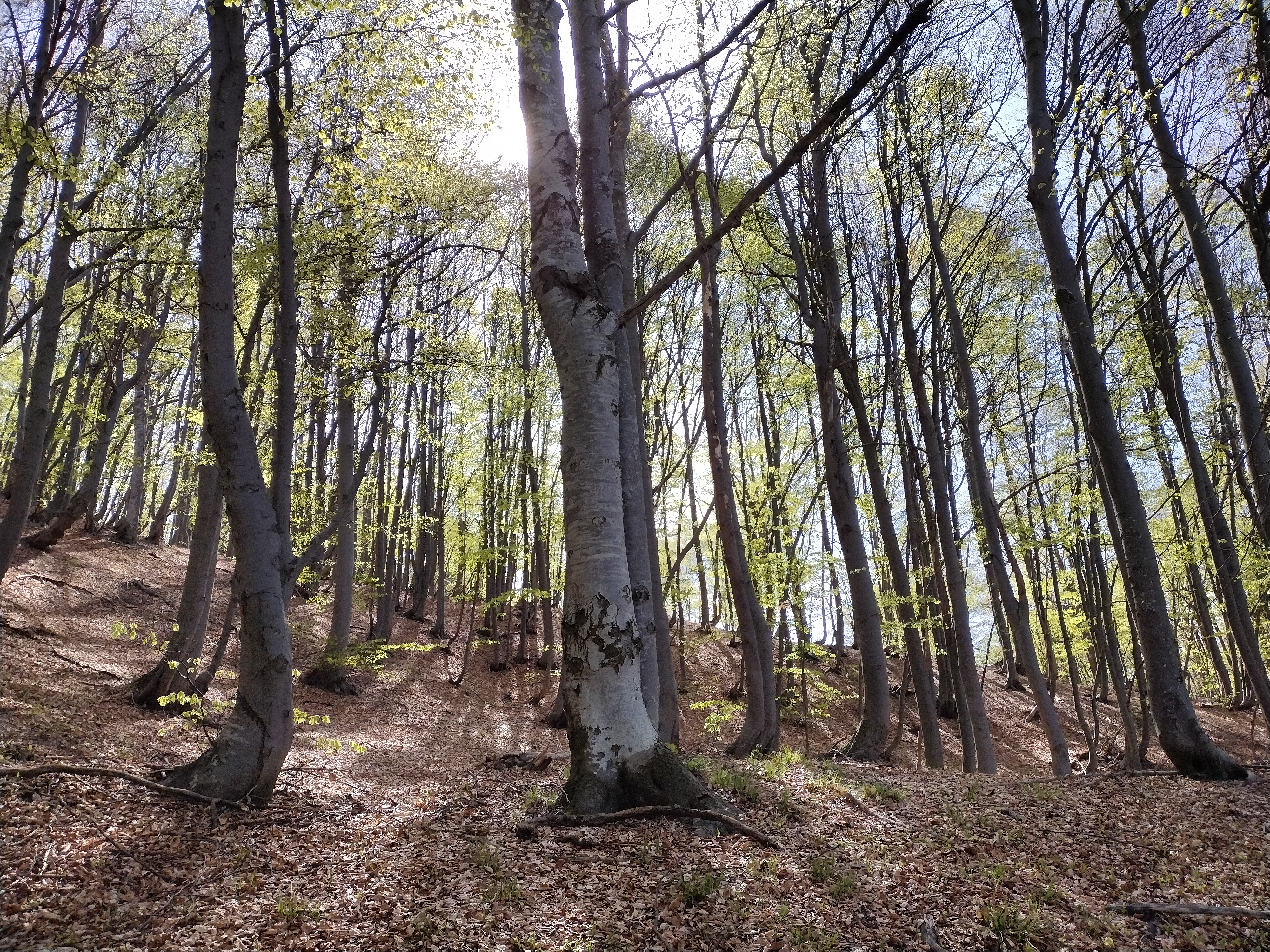
Faggeta nei pressi del colle

La zona attorno al valico nell'Ottocento era interamente coltivata, in prevalenza a prato. Nel XX e XXI secolo il bosco, e in particolare la faggeta, si è molto esteso, e oggi la Colla della Navonera è tutelata da un punto di vista naturalistico dalla ZSC  “Faggete di Pamaparato, Tana del Forno, grotta Turbiglie e grotte di Bossea” (cod. IT1160026).

## Punti di appoggio
- Rifugio Simonetti Navonera (40 posti letto), costruito nei pressi del colle a 1432 m di quota, in comune di Roburent. Inaugurato nel 2011, è di proprietà dell'A.N.A. di Mondovì.[12]